# După Deal, Bistrița-Năsăud
După Deal (maghiară Hegymögött, germană Hütte) este un sat în comuna Milaș din județul Bistrița-Năsăud, Transilvania, România.